# 都船令
都船令（とせんれい）は、紀元前3世紀から紀元1世紀の中国、前漢時代にあった官職である。

## 解説
都船令については前漢のものしか知られないが、前漢初期の官制は多く秦の制度を多く継承しており、秦の時代にもあった可能性がある。
前漢で中尉に属し、中尉が太初元年（紀元前104年）に執金吾と改称すると引き続きその下にあった。次官として丞（都船丞）がついた。
『漢書』への如淳の注によれば、都船獄令は治水の官だという。都船令でなく都船獄令と記すのだが、『漢書』本文の別の箇所には丞相の薛宣が若いころに都船獄史だったとある。また、都船にかかわって史上に現れる唯一の例は、丞相の王嘉が哀帝の怒りをかって都船の詔獄に送られたという事件である。前漢で「都水」は治水の官として中央・地方の様々な官庁に属したが、「都船」はこの官しかない。
後漢では省かれた。